# Utgard
Na mitologia nórdica, Utgard (ou Útgarðar, Utgardar) era uma fortaleza onde habitavam os gigantes, um sítio localizado em Jotunheim, a terra dos gigantes.

Utgard está associado a Útgarða-Loki, um gigante que desafiava o deus Thor para lutar com ele.